# Sito archeologico di Tintignac-Naves
Il sito archeologico di Tintignac-Naves è situato nel comune di Naves, nel dipartimento di Corrèze. Si distingue per la sovrapposizione di un santuario gallico e di uno gallo-romano. È uno dei più importanti siti archeologici in europei, del periodo celtico, grazie agli eccezionali oggetti scoperti, come delle trombe di guerra o dei caschi fantastici. Il sito, dal 1840, è monumento storico di Francia, mentre per gli oggetti è stato necessario attendere il 2015.

## Localizzazione
Il sito archeologico è situato a nord dell'altopiano di Naves, tra le due cime più elevate della zona, il Puy de l'Aiguille che culmina a 509 metri, ed il Peuchredon a 501. Questa situazione offre al sito di Tintignac-Naves una visibilità sui colli dei Monédières, la valle della Vimpelles e della Corrèze.
Il comune diNaves, si trova 8 chilometri a nord di Tulle, la prefettura del dipartimento. Il sito è raggiungibile dall'uscita "Tulle Nord" sulla A89 ad una distanza di soli 250 m.
Tintignac-Naves segue una vecchia via, soprannominata la "strada dei metalli", poiché vi si faceva transitare lo stagno, un metallo raro ed indispensabile alla fabbricazione del bronzo, importato dalla regione dell'Armorica, l'odierna Britannia, o della Cornovaglia, fino alle rive del Mediterraneo. Data la presenza di molte miniere dell'epoca gallica nella valle del Corrèze, da cui si estraeva oro e ferro, gli archeologi ipotizzano che il popolo gallico dei Lemovici scambiavano, lungo questa via, i loro metalli con i commercianti. Sotto l'imperatore Adriano venne costruita la via romana che collegava Lugdunum, l'odierna Lione, a Burdigala, l'attuale Bordeaux , passando da Augustonemetum, la moderna Clermont-Ferrand, Vesunna, ora Périgueux, all'incrocio tra la via antica e la via imperiale soprannominata "via di Adriano" si trova allora a Tintignac-Naves.
Intorno al santuario, le ricerche recenti condotte dal 2003, hanno mostrato l'esistenza di un'occupazione stanziale, sia nell'epoca dei galli, che durante il periodo gallo-romano. Il santuario, in realtà, si è rivelata un'agglomerazione secondaria, piuttosto che una vera città.
Il sito è ha subito diverse fasi di cambiamento, in riferimento all'edificazione o al restauro degli edifici. La prima trasformazione sembra essere stata la romanizzazione del sito, distrutto probabilmente dalle élite galliche allo scopo di accondiscendere al nuovo potere romano alla fine del primo secolo a.C. La seconda potrebbe corrispondere alla costruzione della via imperiale che avrebbe provocato un afflusso conseguente di pellegrini necessitando di questo fatto un ingrandimento del sito. Il terzo corrisponderebbe all'edificazione del teatro e dell'apogeo di Tintignac-Naves nel terzo secolo. Infine, nel quarto secolo, il sito di Tintignac sarebbe stato incendiato volontariamente, probabilmente dai primi evangelizzatori della regione che avrebbero intuito le tracce di un culto pagano.

## Toponimia
Attestato nell'occitano Tintinhac al XII° o XIII° Secolo. Questo nome assomiglia ai toponimi, Tintigny (Belgio) e Tinténiac (Ille-et-Vilaine), che includono il nomen di una persona latina, Tintinius. Il secondo elemento è il suffisso - acum, il cui significato è, "luogo di", "proprietà di".

## Edifici
La funzione del sito è unicamente religiosa, poiché è stato scoperto un santuario gallico, sostituito da un insieme monumentale religioso gallo-romano, costituito di un piccolo edificio di culto, un fanum, di un teatro, di un edificio in emiciclo e di un altro edificio chiamato al XIX° Secolo, "tribunale a due basiliche."
Il santuario gallico è formato da un'area sacra delimitata da un'imponente palizzata aperta verso l'est, una direzione importante nel culto celtico. Al centro sono state scoperte le impronte di un edificio parecchie volte ricostruito e di un fuoco continuo che segnava la funzione religiosa del luogo.
Nel corso del periodo gallo-romano, sono stati costruiti due fanum, sulle orme del santuario gallico. Si evolveranno in un grande e lussuoso tempio dotato di due cellae. A partire dalla prima metà del II°Secolo d.C., sono stati aggiunti altri due altri edifici, dei quali la funzione esatta non è chiaramente definita, uno, il cosiddetto "tribunale", sembrerebbe in realtà essere un portico, un edificio semicircolare, unico per la sua morfologia e le sue dimensioni. A questo è stato affiancato un teatro gallo-romano, si stima che potesse contenere all'epoca, fino a 2 500 persone. In numerosi punti, la configurazione degli edifici del polo rurale di Tintignac-Naves sembra un caso unico nel mondo romano.

## Storia del sito

### Riscoperta
Tintignac-Naves, a causa dell'affioramento delle rovine del fanum e del teatro, è sempre stato conosciuto dai locali. A partire dal XVII°Secolo, gli eruditi umanisti iniziano ad interessarsi al sito, particolarmente lo storico francese, Étienne Baluze, che descrive nel suo libro, Historia tutellensis, un'arena non ellittica, al posto del teatro di forma semicircolare. Il sito viene frequentemente e impropriamente chiamato, Arena di Tintignac.
Il sito, riscoperto nel XIX° secolo, è stato introdotto nell'elenco dei monumenti storici protetti fin dal 1840. Prosper Mérimée, ispettore generale dei monumenti storici, e lo storico letterario, Abel Hugo, hanno ai suoi tempi visitato il sito. Negli anni '30 del 1800, parecchi scavi condotte dagli eruditi locali resero possibile il dissotterramento dei segni dei quattro edifici principali. Negli anni '80, del 1800, queste indagini si resero utile per disegnare una mappa.

### Scoperte del XXI° Secolo
A partire dal 2001, l'INRAP, con il coinvolgimento di una squadra di archeologi, intraprese degli scavi nel sito. Nel settembre del 2004, venne individuata una fossa gallica che racchiudeva circa 500 frammenti di oggetti in ferro ed in bronzo. Tra questi oggetti, furono trovatiː una decina di spade e di foderi in ferro, dei ferri di lancia, un umbone di scudo, una decina di caschi in bronzo ed in ferro, dei quali uno aveva la forma di un uccello, o di una gru o di un cigno, un uccello che si ritrova su certe monete del popolo gallico dei lemovici, due teste di animali, di cui una di cavallo, un corpo di animale in connessione con la due zampe posteriori, una zampa anteriore, un paiolo, e sette carnyx, di cui un quasi intero, e alcune trombe di guerra. Era la prima volta che oggetti di questo tipo venivano scoperti in un santuario gallico. Questi oggetti unici, che appartengono al mondo militare e religioso gallico, rappresentano un costante studio per la squadra diretta da Christophe Maniquet, responsabile scientifico del sito di Tintignac. All'epoca della campagna di scavi nel 2009, scendendo in un pozzo ad una profondità di 13 metri, venne scoperto, in direzione est, un acquedotto di 2 m di altezza praticabile su 10 m.
Il sito rimane tuttavia sconosciuto al grande pubblico, solo un edificio, il fanum, essendo stato scavato nella sua interezza, aggiungendosi alla metà dell'edificio semicircolare di una delle basiliche del portico chiamato "tribunale", ha ricavato un certo interesse. Infine, si è inoltre determinata l'esistenza di almeno quattro altri edifici, che non sono mai stati portati alla luce, le cui funzioni sono del tutto sconosciute, in un sito che dovrebbe estendersi per circa 60 ettari.